# Mare d'amploia
La mare d'amploia (Lampanyctus crocodilus) és una espècie de peix de la família dels mictòfids i de l'ordre dels mictofiformes.
Els mascles poden assolir 30 cm de longitud total.
Menja zooplàncton.
És depredat per Etmopterus spinax i Galeus melastomus.
És un peix marí i d'aigües profundes que viu fins als 1.192 m de fondària.
Es troba a l'Atlàntic, incloent-hi la Mediterrània.